# International Relations and Security Network
Pour les articles homonymes, voir ISN.
L’International Relations and Security Network (ISN) est un service d’information en ligne publiquement accessible traitant des relations internationales et de la politique de sécurité.
La plateforme est opérée à Zurich par le Center for Security Studies (CSS) de l‘École polytechnique fédérale de Zurich (EPFZ, en allemand Eidgenössische Technische Hochschule Zürich, ETHZ).

## Histoire
Depuis sa création en 1994, le réseau du ISN diffuse, gère, et produit des contenus accessibles en ligne et traitant des relations internationales et de la politique de sécurité; ainsi, il encourage la coopération entre institutions travaillant et faisait de la recherche dans ce domaine. L'ISN est financé par le Département fédéral de la défense, de la protection de la population et des sports.

## Activités
- Bibliothèque numérique (Digital Library): Constituant un des services clé du ISN, la bibliothèque digitale contient plus de 60 000 publications[5] et autres ressources multimédias traitant des relations internationales, de la politique de sécurité et de défense, de la politique de développement, et de l’économie politique internationale. Parmi ces ressources figurent entre autres des livres entiers, des rapports gouvernementaux, documents de travail, présentations, vidéos, ressources audio, articles de journaux et de blog, analyses politiques, etc. fournis par plus de 240 partenaires[6] du ISN. Par ailleurs, la bibliothèque digitale comprend un registre de plus de 3000  think tanks, universités, instituts de recherche,  organisations non gouvernementales, et autres institutions se consacrant aux relations internationales et à la politique de sécurité[7].
- ISN dossiers et features: En coopération avec ses institutions partenaires et des experts internationaux, le ISN publie un dossier multimédia hebdomadaire traitant de sujets relevant de la sécurité internationale. De plus, de nouvelles analyses et articles de blog ainsi que des vidéos et fichiers audio apparaissent quotidiennement sur le site internet.
- Partenariats: L'ISN entretient un réseau international de plus de 240 organisations partenaires dans environ 50 pays[8]. Le réseau se compose essentiellement d’universités, d’instituts de recherche, de think tanks, d’organisations non gouvernementales internationales et d’institutions étatiques[9].
- Formation en ligne (E-learning): À travers ses activités dans le domaine du e-learning, l’ISN contribue à l’engagement de la Suisse dans le cadre du Partenariat pour la paix (PPP) avec l'Organisation du traité de l'Atlantique nord (OTAN). En effet, l’ISN exerce une activité de conseil en e-learning et fait de la recherche dans le domaine des smartphones et des  tablettes tactiles. L’ISN entretient un learning management system accessible à tous proposant plus de 89 cours sur des sujets traitant des relations internationales et de la politique de sécurité[10],[11].